# Colgate International 1976
Colgate International 1976 — жіночий тенісний турнір, що проходив на відкритих кортах з трав'яним покриттям Devonshire Park в Істборні (Англія). Проходив у рамках Туру WTA 1976. Відбувсь утретє і тривав з 14 червня до 20 червня 1976 року. Перша сіяна Кріс Еверт здобула титул в одиночному розряді і заробила £9,000.

## Фінальна частина

### Одиночний розряд
Кріс Еверт —  Вірджинія Вейд 8–6, 6–3
- Для Еверт це був 7-й титул в одиночному розряді за сезон і 62-й — за кар'єру.

### Парний розряд
Кріс Еверт /  Мартіна Навратілова —  Ольга Морозова /  Вірджинія Вейд 6–4, 1–1 divided due to rain

## Розподіл призових грошей
| Дисципліна       | П      | F      | ПФ     | ЧФ     | 1/8  | 1/16 | 1/32 |
| Одиночний розряд | £9,000 | £5,000 | £2,500 | £1,000 | £600 | £200 | £200 |